# 短鬚奈氏鱈
短鬚奈氏鱈，為輻鰭魚綱鱈形目鼠尾鱈科的其中一種，分布於東南大西洋海域，屬深海底棲性魚類，深度549-1737公尺，本魚眼大，吻短而尖，體暗褐色，鰓膜黑色，體長可達26公分，棲息在底層水域，生活習性不明，可做為食用魚。